# 比斯凯诺斯
比斯凯诺斯，是西班牙卡斯蒂利亚-莱昂布尔戈斯省的一个市镇。总面积4平方公里，总人口66人（2001年），人口密度17人/平方公里。